# Ессен (Ольденбург)
Ессен (нім. Essen) — громада в Німеччині, розташована в землі Нижня Саксонія. Входить до складу району Клоппенбург. Складова частина об'єднання громад.
Площа — 97,97 км2. Населення становить 9062 ос. (станом на 31 грудня 2021).